# Sitzender Mann mit Stock
Sitzender Mann mit Stock (französisch: Homme assis (appuyé sur une canne); englisch: Seated Man with a Cane) ist der Titel eines Gemäldes von Amedeo Modigliani. Das auf 1918 datierte Werk ist in Öl auf Leinwand gemalt und hat eine Höhe von 126 cm und eine Breite von 75 cm. Das Porträt zeigt mit hoher Wahrscheinlichkeit Georges Ménier (1880–1933), Besitzer der Schokoladenfabrik Menier, sitzend und auf einen Gehstock gestützt. Das Gemälde stammt aus der letzten Schaffensperiode des Künstlers und befindet sich in Privatbesitz. Es ist seit 2011 Gegenstand eines Rechtsstreits um die Rückgabe von NS-Raubkunst. Sein Wert wurde auf 25 Millionen US-Dollar (2016) beziehungsweise auf 30 Millionen US-Dollar (2020) geschätzt.

## Titel
Im Französischen wird das Porträt mit Homme assis (appuyé sur une canne) bezeichnet, gelegentlich werden dabei die Klammern fortgelassen oder der Artikel L’ vorangestellt. Als englischer Bildtitel hat sich Seated Man with a Cane eingebürgert. Die Titelgebung im Deutschen schwankt, das Gemälde wird „Sitzender Mann mit Stock“, „Sitzender Mann mit einem Stock“ oder „Sitzender Mann (gestützt auf einen Stock)“ genannt.

## Beschreibung
Das Bild zeigt einen in einen schwarzen Dreiteiler gekleideten, leicht breitbeinig sitzenden Herrn, der in Richtung des Betrachters blickt und dabei – wie häufig bei Modigliani – in seine Gedanken versunken erscheint. Seine sich berührenden Hände stützt er dabei auf den Rundgriff eines braunen Gehstocks. In seiner Linken hält er eine Pfeife. Zu seiner Kleidung gehören ein helles Hemd und ein brauner Homburg. Das flächig gestaltete Gesicht charakterisieren ein Doppelkinn, ein Menjou-Bärtchen über für den Künstler typischen geschürzten Lippen, eine schmale Nase, schmale schwarze Augenbrauen sowie die für Modigliani kennzeichnenden, fast pupillenlosen Mandelaugen. Der rundliche Kopf hat deutlich sichtbare Ohren. Das Bild ist nicht als Ganzkörperbild ausgeführt, der Körper wird unterhalb der Knie vom Bildrand abgeschnitten (Kniestück). An manchen Stellen der Kleidung und des Hintergrunds schimmert die Leinwand durch. Letzterer ist in große, deutlich voneinander abgegrenzte Flächen in Braun, Hellgrau und Blaugrau gegliedert. Die Signatur des Künstlers findet sich oben rechts.
Nach Angaben des Institut Restellini, einer in Genf ansässigen Einrichtung, die an einem neuen Catalogue raisonné des Künstlers arbeitet, handelt es sich bei der von Modigliani abgebildeten Person mit großer Wahrscheinlichkeit um Georges Ménier (19. April 1880 – 1. Februar 1933), einen französischen Schokoladenfabrikanten und Komponisten, der in Pariser Künstlerkreisen verkehrte.

## Stellung im Werk
Das Gemälde zählte zur großen Gruppe der Porträts, ein Sujet, auf das Modigliani seit 1908 immer wieder zurückkam – rund 90 Prozent seines Œuvres sind Porträts. Bei dessen Gestaltung zeigen sich häufig wiederkehrende Elemente: Gelängte und in der Regel ovale Gesichtsformen (der sitzende Mann mit Stock ist hier eine Ausnahme); Augen, Nase und Mund sind schematisiert. „Alles ist auf eine sehr klare, ‚einfache‘ Ausdrucksform reduziert.“
Im Bild lassen sich Einflüsse seines Mentors Paul Cézanne erkennen, unter anderem bei der Bildperspektive, der Maltechnik und der erdfarbenen Farbpalette sowie in der künstlerischen Reintegration disparater Strukturen und visueller Empfindungen von Sujets. Die Gestaltung des Hintergrunds mit seinen flächig aufgetragenen abstrakten Farben gilt, wie auch einige andere Werke dieser Schaffensperiode, als Reminiszenz an Henri Matisse.
Simonne Ménier, Ehefrau von Georges, ist von Modigliani 1919 porträtiert worden, also in etwa zur gleichen Zeit.

## Provenienz
Die Entstehung des Werks wird auf 1918 datiert. Denkbar ist, dass es sich anschließend im Besitz von Georges Ménier befand. Auch Roger Dutilleul wird als ein früher Eigentümer angegeben.
Vor 1930 kam es in den Besitz von Oscar Stettiner (1878–1948), einem in Paris lebenden jüdischen Kunst- und Antiquitätenhändler mit britischem Pass. Seine Galerie befand sich in der Avenue Matignon, einer Querstraße zur Avenue des Champs Élysées. Im November 1939, wenige Wochen nach Beginn des Zweiten Weltkrieges, flüchtete Stettiner vor einem befürchteten Angriff der Wehrmacht nach La Force, einem Dorf in der Dordogne in der Nähe von Bordeaux. Dort besaß seine Familie ein Haus. Nach dem im Mai 1940 gestarteten Einmarsch deutscher Truppen in Frankreich und dem Beginn der deutschen Besatzungsherrschaft beschlagnahmten die Deutschen das Privateigentum Stettiners sowie den Bestand seiner Galerie und arisierten dieses Vermögen durch Verkäufe, die ein von den Deutschen eingesetzter Verwalter organisierte. Am 3. Juli 1944, anderthalb Monate vor der Befreiung von Paris, wurde der Sitzende Mann mit Stock für 16.000 Francs veräußert. Käufer war der Galerist John Van der Klip, der das Gemälde seinen Angaben zufolge wenig später an Mariage Eu de Saint Pierre weiterverkauft hat. Der neue Besitzer verkaufte das Bild im Oktober 1944 dann angeblich für 25.000 Francs an einen unbekannten amerikanischen Offizier. Trotz Einschaltung der Gerichte gelang es Oscar Stettiner vor seinem Tod nicht, das Modigliani-Gemälde wieder in seinen Besitz zu bringen.
Das Werk blieb jahrzehntelang verschollen, bis es 1996 bei einer Auktion von Christie’s in London wieder auftauchte. Der Verkäufer blieb unbekannt. Im Auktionskatalog hieß es zur Provenienz, das Bild sei zwischen 1940 und 1945 in Paris aus anonymer Hand erworben worden. Käufer sei ein „J. Livengood“ gewesen, der es später vererbt habe. Das Gemälde ging für 3,2 Millionen US-Dollar an einen unbekannten Käufer.
2008 wurde das Bild erneut zum Verkauf angeboten, diesmal bei Sotheby’s in New York. Der Auktionskatalog erwähnte, dass das Werk möglicherweise aus dem Bestand Stettiners stamme.

## Rechtsstreit
Eine Mitarbeiterin des kanadischen Provenienzforschers James Palmer stieß 2009 bei anderen Arbeiten zufällig auf die mögliche Identität des Bildes Sitzender Mann mit Stock und des Werks, das in den französischen Gerichtsakten zur gescheiterten Stettiner-Restitution als „ein Gemälde signiert von Modigliani (Portrait eines Mannes)“ geführt wurde. Palmer machte in Venedig kurz darauf ein Foto von 1930 ausfindig, das zwölf Modigliani-Porträts im Rahmen der damaligen Biennale di Venezia zeigte: zehn zeigten Frauen, zwei zeigten Männer. Stettiner hatte gemäß einer Urkunde in den Restitutionsunterlagen ein Modigliani-Bild für diese Kunstausstellung eingeliefert. Das bestätigte auch der damalige Ausstellungskatalog der Biennale.
Daraufhin begann Philippe Maestracci, einziger noch lebender Enkel Oscar Stettiners, 2011 einen Rechtsstreit gegen die Helly Nahmad Gallery New York vor dem United States District Court, Southern District of New York. 2005 hatte diese Galerie den Sitzenden Mann mit Stock gezeigt. Vor der Klageerhebung waren briefliche Auskunftsersuchen und Bitten um Gespräche ohne Antwort geblieben.
Vor Gericht betonte der Vertreter der Galerie, Prominentenanwalt Aaron Golub, die Galerie sei nie Eigentümer gewesen. Er legte ein Schreiben von Christie’s vor, wonach das Bild 1996 an die International Art Center S.A. verkauft worden sei, die sich als Briefkastenfirma mit Sitz in Panama herausstellte. Der Galerie-Anwalt machte zudem geltend, dass es keine Quittung dafür gebe, dass Oscar Stettiner das Bild jemals gekauft habe – ein Argument, mit dem sich von Arisierungen betroffene Juden und ihre Nachkommen häufig konfrontiert sehen und das ihnen trotz Flucht, Holocaust und Weltkrieg die Last möglichst lückenloser Buchführung und Archivierung auferlegt.
In der Folge weitete Maestracci seine Klage auf Helly Nahmad persönlich, auf David Nahmad – also dessen überaus wohlhabenden Vater, Kunsthändler und -investor – sowie auf das International Art Center aus. Die klagende Partei nahm an, dass diese Briefkastenfirma von den Nahmads beherrscht wird, denn Aaron Golub vertrat beide, die Nahmads und die Briefkastenfirma. Vor allem lag aber die Aussage einer früheren Mitarbeiterin der Nahmad Gallery vor: Sie habe Rechnungen sowohl für die Galerie als auch für das International Art Center geschrieben.
2016 bestätigte die Auswertung der Panama Papers durch das Internationale Netzwerk investigativer Journalisten, dass sich das International Art Center im Eigentum der Nahmads befand. Zugleich ermittelte die am Recherche-Netzwerk beteiligte französische Tageszeitung Le Monde die Provenienz des Gemäldes zwischen 1944 und 1996. John Van der Klip hatte das Bild Sitzender Mann mit Stock nie verkauft. Es blieb bis 1996 in seiner Familie. Eine seiner drei Töchter hatte Edwin Livengood geheiratet und mit ihm einen Sohn namens John Livengood. Dieser John Livengood und seine Tante Maud Van der Klip waren 1996 die anonym gebliebenen Verkäufer. Die Witwe des 2016 bereits verstorbenen John Livengood bestätigte, dass David Nahmad der Käufer gewesen sei. Im Zuge der gerichtlichen Auseinandersetzungen wurde zuvor bereits der Aufenthaltsort des Gemäldes bekannt: ein Lager der Familie Nahmad innerhalb des Gebäudes von Ports Francs et Entrepôts de Genève SA, das in Genf als Freihafen fungiert und auf das Behörden keinen Zugriff haben.
David Nahmad behauptete daraufhin, das von Maestracci eingeforderte Werk sei ein anderes als das, was er, Nahmad, 1996 erworben habe. 2020 wurde der Fund eines weiteren Beweismittels bekannt, eine handschriftliche Notiz auf Französisch: „Modigliani. Familie Stettiner. Gestohlen. In Amerika gesucht“. Sie lag in einer Akte über das Gemälde, die auch eine fotokopierte Fotografie des Porträts Sitzender Mann mit Stock enthielt. Eine weitere Notiz in dieser Akte besagte, dass der Vorgang im April 1950 bearbeitet worden war. Ein ehemaliger Angestellter von Sotheby’s offenbarte im New Yorker Gerichtsverfahren, er habe von dieser Akte und ihren Inhalten seit 2008 Kenntnis gehabt.
Bis Anfang 2023 gab es keine Gerichtsentscheidung oder Einigung der Streitparteien.

## Ausstellungen
Das Werk Sitzender Mann mit Stock war mehrfach Teil von Ausstellungen:
- 1930: Venedig, Biennale di Venezia, Ausstellung Mostra Individuale di Amedeo Modigliani
- 1999: Lugano, Museo d’Arte Moderna, Ausstellung Amedeo Modigliani
- 2004/2005: New York, Jewish Museum, Ausstellung Modigliani Beyond the Myth
- 2004/2005: Toronto, Art Gallery of Ontario, Ausstellung Modigliani Beyond the Myth
- 2005: Washington, D.C., Phillips Collection, Ausstellung Modigliani Beyond the Myth
- 2005: New York, Helly Nahmad Gallery, Ausstellung Amedeo Modigliani: A Bohemian Myth
- 2006: London, Royal Academy of Arts, Ausstellung Modigliani and His Models

Überdies soll das Gemälde nach 1996 auch im Musée d’art moderne de la Ville de Paris zu sehen gewesen sein.

## Gemälde von Bernard Boutet de Monvel

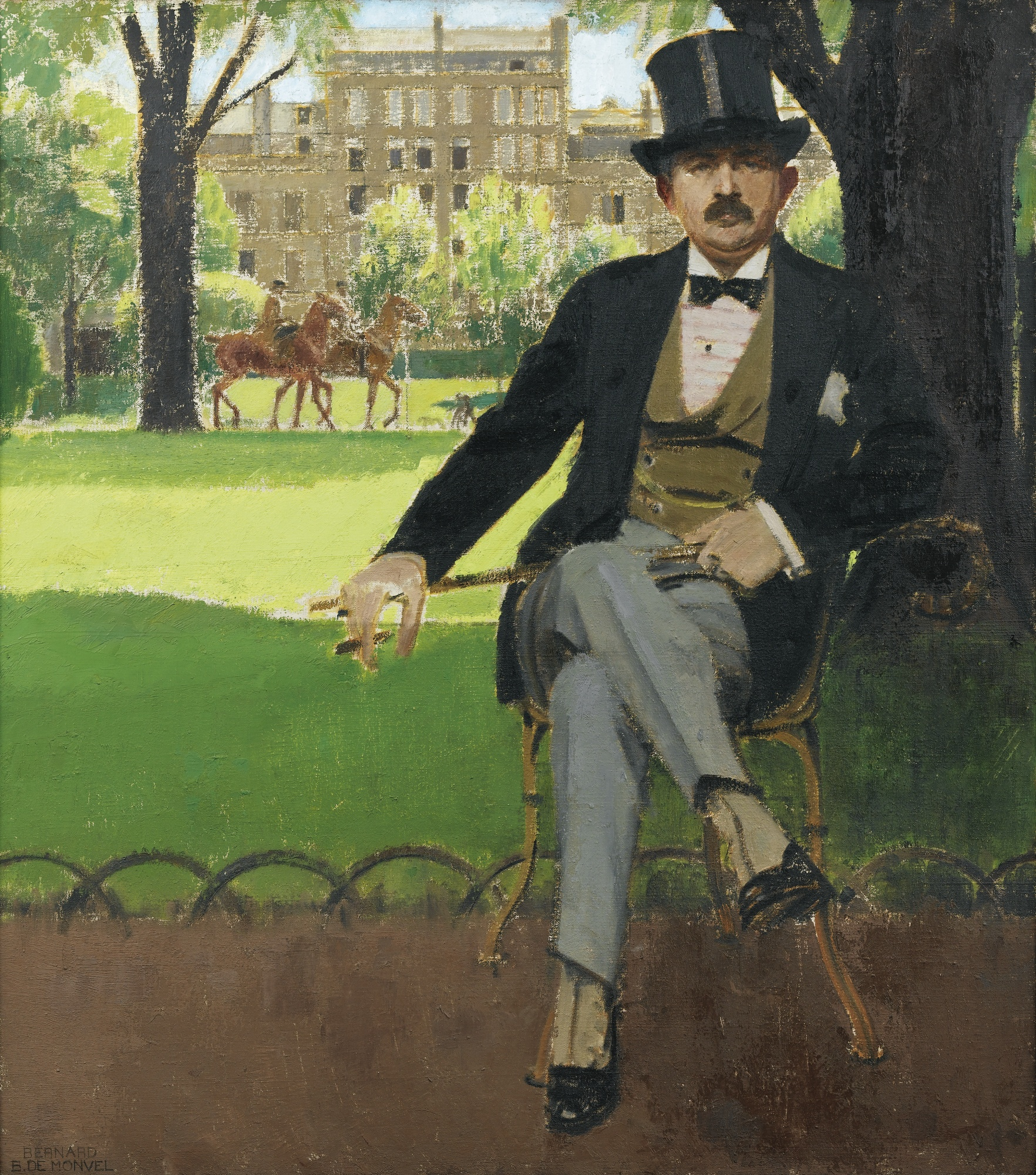
Bernard Boutet de Monvel: Portrait von Georges Menier, Avenue du Bois (1925)

1925 fertigte der französische Künstler Bernard Boutet de Monvel (1881–1949) ebenfalls ein Porträt von Georges Menier an. Auf diesem Ölbild sitzt der vermögende Industrielle – er besaß unter anderem Schloss Chenonceau – auf einem Gartenstuhl, trägt einen Zylinder und hält eine Zigarre in seiner Rechten. Seine Beine hat er übergeschlagen, ein Stock liegt auf seinem rechten Oberschenkel. Der Porträtierte befindet sich unter einem Baum in der Avenue du Bois (heute Avenue Foch) in Paris. Dieses Werk befindet sich heute im Musée d’Art et d’Industrie in der nordfranzösischen Stadt Roubaix.